# William K. Howard
Pour les articles homonymes, voir William Howard et Howard.
William K. Howard né le 16 juin 1899 à St. Marys, dans l'Ohio, et mort le 21 février 1954 à Los Angeles, est un réalisateur, scénariste et producteur de cinéma américain.

## Filmographie partielle
- 1921 : What Love Will Do
- 1921 : Play Square
- 1921 : Get Your Man
- 1922 : Captain Fly-by-Night
- 1922 : Diavolo court sa chance (Lucky Dan)
- 1923 : Let's Go
- 1923 : Danger Ahead
- 1923 : The Fourth Musketeer
- 1924 : Son plus beau rêve (East of Broadway)
- 1924 : Les Loups de la frontière (The Border Legion)
- 1925 : The Light of Western Stars
- 1925 : Dans la fournaise (Code of the West)
- 1925 : La Ruée sauvage (The Thundering Herd)
- 1926 : Gigolo
- 1926 : Volcano
- 1926 : Les Époux célibataires (Bachelor Brides)
- 1926 : Dé rouge (Red Dice)
- 1927 : The Main Event
- 1927 : White Gold
- 1928 : Minuit à Frisco (The River Pirate)
- 1928 : Sa nouvelle patrie (A Ship Comes In)
- 1929 : Christina
- 1929 : Love, Live and Laugh
- 1929 : Je suis un assassin (The Valiant)
- 1929 : Sin Town, réalisé avec J. Gordon Cooper
- 1930 : Scotland Yard
- 1930 : La Bande des huit reflets (Good Intentions'')
- 1931 : Surrender
- 1931 : Transatlantique (Transatlantic)
- 1931 : Don't Bet on Women
- 1932 : Sherlock Holmes
- 1932 : The First Year
- 1932 : The Trial of Vivienne Ware
- 1933 : The Power and the Glory
- 1934 : Le Témoin imprévu (Evelyn Prentice)
- 1934 : Le Chat et le Violon (en) (The Cat and the Fiddle)
- 1934 : This Side of Heaven (en)
- 1935 : Mary Burns, la fugitive (en) (Mary Burns, Fugitive)
- 1935 : Code secret (Rendezvous)
- 1935 : Vanessa: Her Love Story
- 1936 : Une princesse à bord (The Princess Comes Across)
- 1937 : L'Invincible Armada (Fire Over England)
- 1937 : Le Receleur (en) (The Squeaker)
- 1939 : Mademoiselle Crésus (Over the Moon)
- 1940 : Knute Rockne, All American
- 1942 : Klondike Fury
- 1943 : Johnny le vagabond (Johnny Come Lately)
- 1944 : Quand les lumières reviendront (When the Lights Go on Again)
- 1946 : A Guy Could Change